# ویبل (ورزشکار)
ویبل (انگلیسی: Weibel؛ زادهٔ تاریخ ورودی نامعتبر است) ورزشکار ورزش تیراندازی اهل سوئیس است.
وی در مسابقات کشوری و بین‌المللی در مجموع برندهٔ ۱ مدال برنز شده‌است.